# Molossus melini
Molossus melini és una espècie de ratpenat de la família dels fil·lostòmids. Habita regions temperades del centre-est del Con Sud de Sud-amèrica.

## Taxonomia

### Descripció
Aquesta espècie fou descrita el 2021 per un equip interdisciplinari de científics de Rosario, San Miguel de Tucumán i l'Uruguai, compost per María Eugenia Montani (coordinadora de l'àrea de Zoologia del Museu Provincial de Ciències Naturals Dr. Ángel Gallardo), Ivanna Haydée Tomasco, Ignacio Martín Barberis, Marcelo Carlos Romano, Rubén Marcos Barquez i María Mónica Díaz. Hi contribuïren nombroses institucions: el Programa d'Investigacions de Biodiversitat Argentina (PIDBA), el Programa de Conservació de Ratpenats de l'Argentina (PCMA), el CONICET, la Fundació Miguel Lillo, el Departament d'Ecologia i Evolució de la Facultat de Ciències de la Universitat de la República (Uruguai), la Facultat de Ciències Agràries de la Universitat Nacional de Rosario, l'Institut d'Investigacions en Ciències Agràries de Rosario (IICAR) i el Centre d'Investigacions en Biodiversitat i Ambient (ECOSUR).

### Etimologia
Etimològicament, el nom genèric Molossus deriva en última instància del de Molós, que en la mitologia grega era fill de Neoptòlem i Andròmaca i donà nom a Molòssia, regió del nord-est de l'antiga Grècia, a l'Epir. Els grans gossos que s'hi criaven donaren nom a un tipus de gos, els molossos. Aquests ratpenats foren anomenats en referència a aquests gossos, atès que el llavi superior també els penja una mica d'un costat i l'altre.
El nom específic melini és un epònim que refereix al nom de la persona a qui fou dedicada l'espècie, el cacic ranquel Melin (Milin o Melín), en al·lusió a la Llacuna Melincué, propera a la localitat tipus de l'espècie, però amb una història toponímica anterior.

## Hàbitat i distribució
La localitat tipus de M. melini es troba al sud de la Llacuna Melincué, una massa d'aigua endorreica del departament General López, a la part austral de la província de Santa Fe, al centre-est de l'Argentina. Aquesta zona pertany al sector septentrional de l'ecoregió terrestre pampes humides, que és a prop de l'àrea on comença l'ecotò amb la de l'espinal. Habita estepes, arbredes i àrees d'explotacions agropecuàries de clima temperat. Es nodreix d'insectes.

### Caracterització i relacions filogenètiques
M. melini es pot distingir de les altres espècies del gènere Molossus per exhibir un pelatge de coloració marcadament roig marronós, per tenir els avantbraços de més de 41 mm de llargada, pels seus pèls dorsals bicolors i llargs (al voltant de 5 mm), per tenir el forat infraorbitari orientat lateralment i per presentar incisives superiors llargues, projectades anteriorment com pinces.
Mitjançant proves i anàlisis multivariables, es comparà la morfologia externa i cranial de M. melini amb la d'altres espècies similars, per determinar les diferències morfomètriques que presenta. L'arbre de tàxons, construït a partir de la concatenació de gens nuclears i mitocondrials, suggerí que M. melini formaria part d'un clade integrat per M. aztecus, M. rufus, M. currentium, M. pretiosus i M. sinaloae.